# Liatama Amisone
Liatama Amisone (2 marzo 1989) è un calciatore samoano americano, difensore e centrocampista del Pago Youth FC.

## Carriera

### Nazionale
Nel 2011 ha giocato 8 partite in nazionale, 3 delle quali in incontri valevoli per le qualificazioni ai Mondiali del 2014.